# 朝妻一
朝妻 一（あさづま はじめ、1973年（昭和48年）7月28日 - ）は、日本のテレビプロデューサー。
フジテレビジョンスタジオ戦略本部第3スタジオ所属ゼネラルプロデューサー・チーフプロデューサー・プロデューサー。
父は、フジパシフィックミュージック代表取締役会長の朝妻一郎。東京都狛江市出身。

## 来歴・人物
日本大学櫻丘高等学校・日本大学法学部新聞学科卒業後、1996年にフジテレビ入社。
以前は吉田正樹（現・ワタナベエンターテインメント代表取締役会長）が関わる番組制作に深く携わっていた。現在も吉田と関係の深いタレント（ウッチャンナンチャン・ネプチューンなど）と頻繁に仕事をしている。
アシスタントプロデューサー（AP）時代は、「笑う犬の冒険」のコント「アナウンサー学校」で講師役の堀内健が唱和させる発声練習の短文において「AP朝妻、出世でスーツ」「AP朝妻、子作り失敗」「AP朝妻、IMAGICAでぐっすり」「AP朝妻、接待ゴルフでぶっち切り優勝」「AP朝妻、そろそろAPのAの字を取ってもいいんじゃねえの宣言」「AP朝妻、クーラー壊れて女房に逆ギレ」「AP朝妻、週末は嫁と一緒にマンション建設反対運動」など締めの短文で毎回のようにいじられ、このコントでは準レギュラー扱いであった（2008年に放送された笑う犬の復活スペシャルでは「プロデューサー（P）朝妻」として再びネタにされた）。その後他番組のAPを経て、「トーキョープラズマボーイズ」でプロデューサーに昇格。
また、プロデューサー昇格後の「お台場明石城-YAMATO-」で報道記者（当時）の高田圭太とプレゼン対決をするも敗北。その後の「お台場明石城-NOMAD-」では山本布美江ディレクターと対決。山本のプレゼンは朝妻よりも酷評されていたにもかかわらず敗北している。なお、「お台場明石城-NOMAD-」プロデューサーの朝倉千代子と、テレビプロデュースユニット「W Morning」を一時的に組んだ事もある。

## 現在の担当番組

### ゼネラルプロデューサー
特番
- THE MANZAI マスターズ（以前はプロデューサー）
- ENGEIグランドスラム（以前はプロデューサー → チーフプロデューサー）
- 初詣!爆笑ヒットパレード（以前はプロデューサー）

### チーフプロデューサー
レギュラー
- 有吉くんの正直さんぽ（月二回放送）
- ミライ☆モンスター[3]
- 世界の何だコレ!?ミステリー

特番
- ツギクル芸人グランプリ（以前はプロデューサー）

### プロデューサー
レギュラー
- ぽかぽか
- ネタパレ

## 過去の担当番組

### 監修
- キスマイ超BUSAIKU!?（以前はチーフプロデューサー）

### チーフプロデューサー
レギュラー
- アイドリング!!!
  - アイドリング!!!日記
- ジェネレーション天国
- 恋愛総選挙
- もしもツアーズ（以前は演出・プロデューサー → 一時離脱 → 2019年3月までプロデューサー）
- 超逆境クイズバトル!! 99人の壁

特番
- 新春 鶴瓶大新年会（2011年、以前はプロデューサー）
- YOUコントしちゃいなよ（2014年1月1日）
- 2014→2015 ツキたい人グランプリ〜ゆく年つく年〜

### プロデューサー
レギュラー
- エブナイWEDNESDAY
  - エブナイSAT（コーナープロデューサー）
- 笑う犬の冒険（AP）
- トーキョープラズマボーイズ
- 力の限りゴーゴゴー!!（AP）
  - ネプリーグ（AP）
- くるくるドカン〜新しい波を探して〜
- カワズ君の検索生活
- 幸せって何だっけ 〜カズカズの宝話〜（※3回出演）
- コンバット1.5 → コンバットII
- THE THREE THEATER → 爆笑レッドシアター
- ホメられてノビるくん
- 爆笑 大日本アカン警察
- スナック喫茶エデン
- やりかた大図鑑
- ハマ3
- うつけもん
  - オサレもん
- TOKYOラッシュアワー
- 噺家が闇夜にコソコソ
- オモクリ監督 〜O-Creator's TV show〜
- 華丸大吉の2020
- 正直さんぽ
- 超ハマる!爆笑キャラパレード

特番
- 登龍門ヒットパレード
- 新春かくし芸大会（2005「魔女のお正月」演目プロデュース）
- FNS27時間テレビ（2002年～コーナープロデューサー）
  - FNS27時間テレビ めちゃ²デジッてるッ! 笑顔になれなきゃテレビじゃないじゃ〜ん!!
  - FNS27時間テレビ 女子力全開2013 乙女の笑顔が明日をつくる!!
  - 武器はテレビ。SMAP×FNS 27時間テレビ（本部プロデューサー）
  - FNS27時間テレビ 鬼笑い祭
- お笑いチャンピオンボウリング
- 爆笑レッドカーペット
  - 爆笑ピンクカーペット
- 世界おもしろ珍メダル バカデミービデオ大賞
- オモバカ8
- さまぁ～ずHIGH
- ナニさまぁ～ず
- おじさんスケッチ
- 世界の絶景100選
- 正月なのにさまぁ～ホリDAY（2014年1月1日）
- 数珠つなぎカミングアウトバラエティ 私、あなたのこと「芸能界で一番××（チョメチョメ）だ」と思ってます!（2014年3月29日）
- 飯尾飯～俺たちのベストおつまみ～（2014年11月14日）
- FNS 正月だよ!オールハワイナイトフジ2015（2015年1月1日、送出プロデューサー）
- バカリズムのとりあえず相談室～日本のリアルお悩み集めてきました～（2015年3月24日）
- フルスイング（2015年4月11日）
- ツギクルもん
- 笑わせたもん勝ちトーナメント KYO-ICHI
- THE MANZAI
- 有吉の夏休み（2016年9月3日）
- アッコ×ピン子 はじめての2人旅2017夏（2017年9月6日）
- R-1ぐらんぷり

### AD・ディレクター
レギュラー
- とんねるずの本汁でしょう!!（出演AD）
- とんねるずのみなさんのおかげでした
- チノパン
  - アヤパン（月曜日）
- 千枚CD